# Vera Johansen
Vera Johansen f. Nielsen (25. september 1921 - 5. oktober 2011) var en dansk tennisspiller, som har rekorden for flest individuelle DM-titler i tennis gennem tiden med 53 titler.
Vera Nielsen blev indmeldt i KB Tennis (KB) i 1934, og hun repræsenterede klubben i hele sin karriere. Hun begyndte at spille tennis som 11- eller 12-årig på KB's baner på Peter Bangs Vej på Frederiksberg, hvor det hurtigt stod klart, at hun kunne nå langt i kraft af sit talent og sin vindermentalitet. Hendes spil var både kraftfuldt og sikkert og baseret på de grundslag, hun beherskede til perfektion.
I perioden fra 1943 til 1969 vandt hun 53 DM-titler, heraf 14 i single, 24 i double og 15 i mixed double. Hun er endvidere indehaver af rekorden for flest vundne damedoubletitler ved indendørs-DM, hvor hun i alt vandt 14 titler, heraf 12 med Lisa Gram Andersen som makker.
Hun var som 41-årig med på det danske Federation Cup-hold i den første udgave af Federation Cup i 1963, og samme år blev hun belønnet med Dansk Lawn-Tennis Forbunds æresnål i anledning af hendes 50. DM-titel.

## Internationale resultater

### Single
Turneringssejre
| Dato          | Sted               | Kategori | Underlag  | Modstander         | Resultat      | Ref.  |
| ------------- | ------------------ | -------- | --------- | ------------------ | ------------- | ----- |
| November 1956 | København, Danmark | Shell    | Indendørs | Lisa Gram Andersen | 6-1, 5-7, 6-2 | [ 1 ] |

Finalepladser
| Dato            | Sted               | Kategori                    | Underlag  | Modstander     | Resultat | Ref.  |
| --------------- | ------------------ | --------------------------- | --------- | -------------- | -------- | ----- |
| Januar 1948     | København, Danmark | Skandinavisk mesterskab     | Indendørs | Nelly Adamson  | 3-6, 3-6 | [ 2 ] |
| 24. januar 1954 | København, Danmark | HIK's internationale stævne | Indendørs | Helen Fletcher | 4-6, 5-7 | [ 3 ] |

### Double
Turneringssejre
| Dato          | Sted               | Kategori | Underlag  | Makker             | Modstandere                  | Resultat | Ref.  |
| ------------- | ------------------ | -------- | --------- | ------------------ | ---------------------------- | -------- | ----- |
| November 1960 | København, Danmark | Shell    | Indendørs | Lisa Gram Andersen | Solveig Bjørkløw Gitte Grage | 6-4, 6-2 | [ 4 ] |

Finalepladser
| Dato            | Sted               | Kategori                    | Underlag  | Makker             | Modstandere                       | Resultat      | Ref.  |
| --------------- | ------------------ | --------------------------- | --------- | ------------------ | --------------------------------- | ------------- | ----- |
| 30. juli 1950   | København, Danmark | Copenhagen International    | Grus      | Lisa Gram Andersen | Rita Anderson Thelma Long         | 4-6, 3-6      | [ 5 ] |
| 24. januar 1954 | København, Danmark | HIK's internationale stævne | Indendørs | Lisa Gram Andersen | Helen Fletcher Milly Vagn Nielsen | 6-2, 5-7, 5-7 | [ 3 ] |

### Mixed double
Turneringssejre
| Dato          | Sted               | Kategori | Underlag  | Makker       | Modstandere              | Resultat |
| ------------- | ------------------ | -------- | --------- | ------------ | ------------------------ | -------- |
| November 1956 | København, Danmark | Shell    | Indendørs | Kurt Nielsen | Agnete Friis Jørgen Hagn | 6-1, 6-2 |

## Fed Cup
Vera Johansen repræsenterede som 41-årig Danmark i Federation Cup 1963, den allerførste udgave af Fed Cup, hvor hun i 0-3-nederlaget til Ungarn i første runde både tabte sin single- og doublekamp.

## Nationale resultater
Vera Johansen vandt 53 individuelle Danmarksmesterskaber i tennis i perioden fra 1943 til 1969, heraf 14 i single, 24 i damedouble og 15 i mixed double, og hun er indehaver af rekorden for flest individuelle DM-titler i historien. Hun er endvidere den spiller, der har vundet flest DM-titler indendørs i damedouble (14 titler).
- Udendørs-DM i tennis
  - Damesingle
    -  Guld (7): 1945, 1947, 1948, 1954, 1957, 1958, 1959.

  - Damedouble
    -  Guld (10): 1943, 1945, 1947, 1950, 1954, 1955, 1957, 1959 (m. Lisa Gram Andersen), 1956, 1958 (m. Milly Vagn Nielsen).

  - Mixed double
    -  Guld (7): 1948, 1950, 1951, 1954, 1956, 1957, 1958 (m. Kurt Nielsen).

- Indendørs-DM i tennis
  - Damesingle
    -  Guld (7): 1945, 1946, 1947, 1948, 1955, 1958, 1963.

  - Damedouble
    -  Guld (14): 1945, 1947, 1948, 1952, 1953, 1954, 1955, 1956, 1958, 1959, 1960, 1962 (m. Lisa Gram Andersen), 1946 (m. Milly Vagn Nielsen), 1963 (m. Ulla Rise).

  - Mixed double
    -  Guld (8): 1946 (m. Helge Johansen), 1948, 1952, 1955, 1958, 1959 (m. Kurt Nielsen), 1965 (m. Jan Leschly), 1969 (m. Tom Christensen).

## Priser
- Dansk Tennis Forbunds Landskampsnål (1943).[6]
- KB's Æresgalleri (1954).[7]
- Kong Frederik d. IX's Ærespræmie (1957).[8]
- Dansk Tennis Forbunds Æresnål (1963).[6]
- KB's fortjenstnål i guld (1966).[9]
- Nils Middelboes brillantemblem (1967).[10]